# Monster Beverage

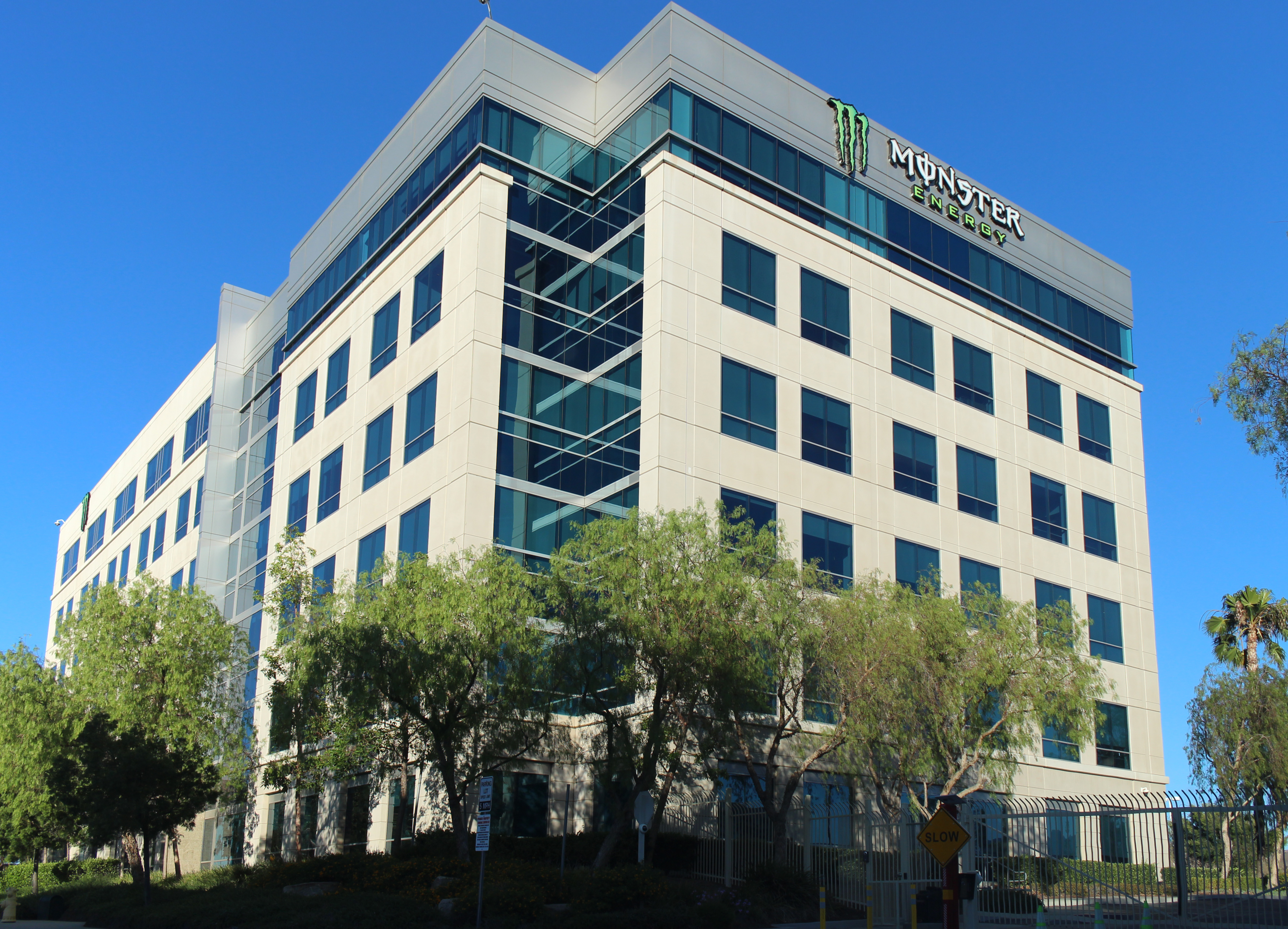
Hauptsitz (2022)

Monster Beverage (bis 2012 Hansen Natural) ist ein US-amerikanischer Getränkehersteller. Das Unternehmen ist im NASDAQ gelistet.

## Geschichte
Hansen Natural wurde in den 1930er Jahren von Hubert Hansen und seinen drei Söhnen gegründet. Monster Beverage wurde 1997 von Rodney Sacks und Hilton Schlosberg gegründet. Seit 2012 lautet der Name des Unternehmens Monster Beverage, dem heutzutage als Tochterunternehmen die  Hansen Beverage Company angegliedert ist. Ursprünglich verkaufte Hansen Natural Säfte an Einzelhändler und Filmstudios in Südkalifornien. Im Jahr 2002 brachte man den Energy-Drink Monster Energy Drink auf den Markt. Monster Beverage bezeichnet sich heute als Marktführer auf dem Gebiet der ohne künstliche Zusatzstoffe hergestellten Getränke.
2015 erwarb die Coca-Cola Company für 2,15 Milliarden Dollar einen Anteil von 16,7 % an der Monster Beverage Corporation, mit der Option zur Aufstockung auf 25 % innerhalb von vier Jahren. Im Rahmen der Vereinbarung übertrug Coca-Cola außerdem seine Energydrink-Sparte an die Monster Beverage Corporation; im Gegenzug erhielt Coca-Cola von dieser weltweite Vertriebsrechte sowie alle Nicht-Energy-Getränkemarken und ist seither mit zwei Mitgliedern im Aufsichtsrat vertreten.
Im Juni 2023 erzielte Monster eine Vereinbarung zur Übernahme von Vital Pharmaceuticals, dem Eigentümer von Bang Energy.